# Akakios Kakiasvilis
Akakios Kakiasvilis (grekiska: Ακάκιος Καχιασβίλης, georgiska: კახი კახიაშვილი), född 13 juli 1969 i Tschinvali i Sydossetien, är en georgisk-grekisk före detta tyngdlyftare. Han vann tre raka guldmedaljer i olympiska sommarspelen 1992, 1996 och 2000. Kakiasvilis satte sju världsrekord mellan 1994 och 1999  och blev invald i det internationella tyngdlyftningsförbundets Hall of Fame 2010.